# Ziua Națională de Comemorare a Holocaustului
Ziua Națională de Comemorare a Holocaustului (Themesko Dives vash o Poraimosko Astaripen pe Godyate în romani) este un eveniment național ținut pe 9 octombrie în România, dedicat comemorării victimelor Holocaustului și, în special, rolului României în acest episod al istoriei. În această zi, diverse ceremonii au loc în toată țara, pentru a comemora evreii și romii care au murit în Holocaust. 
Data de 9 octombrie a fost aleasă deoarece în această zi, în 1941, a început deportarea evreilor din Bucovina în Transnistria. Bucovina revenise sub administrația României conduse de Ion Antonescu în luna iunie a aceluiași an.
Prima Zi Națională de Comemorare a Holocaustului a fost ținută în 2004.

## Vezi și
- Istoria evreilor din România
- Institutul Național pentru Studierea Holocaustului din România „Elie Wiesel”
- Raportul Elie Wiesel
- Yom Hashoa